# Étienne de Vignolles
Esteban de Vignolles o Étienne de Vignolles, (n. Préchacq-les-Bains, Gascuña; ca. 1390 - f. Montauban; 11 de enero de 1443) llamado comúnmente La Hire (apodo dado por los ingleses debido a su fiereza, ya que alude a la ira de Dios en la Tierra), fue un militar francés de la guerra de los Cien Años.

## Trayectoria
De origen humilde, fue ascendiendo a los más altos  rangos por sus logros militares. Luchó junto a Juana de Arco y destacó en la Batalla de Patay.
Se alistó en el ejército de Carlos VII en 1418. Participó en el asedio de Coucy contra los borgoñones y empezó a distinguirse en la Batalla de Baugé.
En 1429 fue asignado como escolta de Juana de Arco durante el asedio de Orleans y el asalto a Les Turelles, el bastión inglés que protegía el puente de entrada a Orleans y la fortaleza de mayor tamaño de las que rodeaban la ciudad.
Posteriormente ya como general dirigiría las vanguardias francesas en las batallas de Jargeau y de Patay.
Tras la captura de Juana de Arco dirige un desesperado acto de rescate en Ruan que fracasa y le supone ser hecho prisionero de los ingleses en los calabozos de la torre Dourdan de los que en última instancia se conseguiría escapar para retomar la guerra en Île-de-France y en Picardía, consiguiendo numerosos éxitos, pero también se volvería si cabe más brutal y cruel tras la muerte de su hermano Amadoc en la toma de Creteil a manos de su antiguo rival en Orleans, John Talbot, en marzo de 1434.
En 1435 ganaría la batalla de Gervevoy junto a Jean Poton de Xaintrailles y sería nombrado capitán general de Normandía en 1438.
Fallece en Montauban en el 11 de enero de 1443 en causas no muy claras pudiendo ser de infección de unas heridas recibidas en combate.
Su tumba estaba ornada con una estatua yaciente que desapareció durante la revolución francesa.
A menudo se le ha identificado con la sota de corazones en la baraja francesa y su nombre está escrito en la esquina (La Hire sería el inventor de la baraja francesa tal como se conoce actualmente). 